# Lista över fornlämningar i Gotlands kommun (Hablingbo)
Lista över fornlämningar i Gotlands kommun (Hablingbo) är en förteckning av ett urval av de fornlämningar som finns i Hablingbo i Gotlands kommun.
| Namn                        | Lämningstyp                      | Tillkomsttid | Historisk indelning | Plats | Läge                 | ID-nr          | Bild                                      |
| --------------------------- | -------------------------------- | ------------ | ------------------- | ----- | -------------------- | -------------- | ----------------------------------------- |
| Hablingbo 1:1               | Husgrund, förhistorisk/medeltida |              | Hablingbo, Gotland  |       | 57.167010, 18.223297 | 10092800010001 | Ladda upp en bild av detta fornminne      |
| Hablingbo 1:2               | Röse                             |              | Hablingbo, Gotland  |       | 57.166632, 18.223045 | 10092800010002 | Ladda upp en bild av detta fornminne      |
| Hablingbo 2:1               | Stensättning                     |              | Hablingbo, Gotland  |       | 57.168182, 18.204828 | 10092800020001 | Ladda upp en bild av detta fornminne      |
| Hablingbo 2:2               | Husgrund, förhistorisk/medeltida |              | Hablingbo, Gotland  |       | 57.167915, 18.205042 | 10092800020002 | Ladda upp en bild av detta fornminne      |
| Hablingbo 5:1               | Hällristning                     |              | Hablingbo, Gotland  |       | 57.159185, 18.182133 | 11100000000748 | Ladda upp en bild av detta fornminne      |
| Hablingbo 6:1               | Hällristning                     |              | Hablingbo, Gotland  |       | 57.158418, 18.182038 | 11100000000749 | Ladda upp en bild av detta fornminne      |
| Hablingbo 6:2               | Hällristning                     |              | Hablingbo, Gotland  |       | 57.158426, 18.181834 | 11100000000750 | Ladda upp en bild av detta fornminne      |
| Hablingbo 6:3               | Hällristning                     |              | Hablingbo, Gotland  |       | 57.158543, 18.182199 | 11100000000751 | Ladda upp en bild av detta fornminne      |
| Hablingbo 6:4               | Hällristning                     |              | Hablingbo, Gotland  |       | 57.158595, 18.182316 | 11100000000752 | Ladda upp en bild av detta fornminne      |
| Hablingbo 6:5               | Hällristning                     |              | Hablingbo, Gotland  |       | 57.158360, 18.181617 | 11100000000753 | Ladda upp en bild av detta fornminne      |
| Hablingbo 8:1               | Gravfält                         |              | Hablingbo, Gotland  |       | 57.166357, 18.161284 | 10092800080001 | Ladda upp en bild av detta fornminne      |
| Hablingbo 9:1               | Hällristning                     |              | Hablingbo, Gotland  |       | 57.178527, 18.168975 | 11100000000755 | Ladda upp en bild av detta fornminne      |
| Drakstenen (Hablingbo 12:1) | Hällristning                     |              | Hablingbo, Gotland  |       | 57.155972, 18.221489 | 11100000000756 | Ladda upp en bild av detta fornminne      |
| Anjakarrör (Hablingbo 13:1) | Röse                             |              | Hablingbo, Gotland  |       | 57.158121, 18.253992 | 10092800130001 | Ladda upp en bild av detta fornminne      |
| Hablingbo 17:1              | Stensättning                     |              | Hablingbo, Gotland  |       | 57.167274, 18.244778 | 10092800170001 | Ladda upp en bild av detta fornminne      |
| Hablingbo 17:2              | Stensättning                     |              | Hablingbo, Gotland  |       | 57.167023, 18.244517 | 10092800170002 | Ladda upp en bild av detta fornminne      |
| Hablingbo 18:1              | Husgrund, förhistorisk/medeltida |              | Hablingbo, Gotland  |       | 57.166946, 18.244953 | 10092800180001 | Ladda upp en bild av detta fornminne      |
| Hablingbo 18:2              | Husgrund, förhistorisk/medeltida |              | Hablingbo, Gotland  |       | 57.166687, 18.245472 | 10092800180002 | Ladda upp en bild av detta fornminne      |
| Hablingbo 20:1              | Husgrund, förhistorisk/medeltida |              | Hablingbo, Gotland  |       | 57.167377, 18.256058 | 10092800200001 | Ladda upp en bild av detta fornminne      |
| Hablingbo 21:1              | Stensättning                     |              | Hablingbo, Gotland  |       | 57.169791, 18.271146 | 10092800210001 | Ladda upp en bild av detta fornminne      |
| Hablingbo 21:2              | Stensättning                     |              | Hablingbo, Gotland  |       | 57.169786, 18.270828 | 10092800210002 | Ladda upp en bild av detta fornminne      |
| Hablingbo 22:1              | Hällristning                     |              | Hablingbo, Gotland  |       | 57.172949, 18.268522 | 11100000000757 | Ladda upp en bild av detta fornminne      |
| Hablingbo 23:1              | Husgrund, förhistorisk/medeltida |              | Hablingbo, Gotland  |       | 57.181572, 18.255251 | 10092800230001 | Ladda upp en bild av detta fornminne      |
| Hablingbo 23:2              | Husgrund, förhistorisk/medeltida |              | Hablingbo, Gotland  |       | 57.181218, 18.254823 | 10092800230002 | Ladda upp en bild av detta fornminne      |
| Hablingbo 23:3              | Husgrund, förhistorisk/medeltida |              | Hablingbo, Gotland  |       | 57.181192, 18.255277 | 10092800230003 | Ladda upp en bild av detta fornminne      |
| Hablingbo 23:4              | Husgrund, förhistorisk/medeltida |              | Hablingbo, Gotland  |       | 57.180859, 18.255723 | 10092800230004 | Ladda upp en bild av detta fornminne      |
| Hablingbo 23:5              | Husgrund, förhistorisk/medeltida |              | Hablingbo, Gotland  |       | 57.180675, 18.255358 | 10092800230005 | Ladda upp en bild av detta fornminne      |
| Hablingbo 24:1              | Hällristning                     |              | Hablingbo, Gotland  |       | 57.182522, 18.272112 | 11100000000822 | Ladda upp en bild av detta fornminne      |
| Hablingbo 24:2              | Hällristning                     |              | Hablingbo, Gotland  |       | 57.182522, 18.272112 | 11100000000823 | Ladda upp en bild av detta fornminne      |
| Hablingbo 25:1              | Husgrund, förhistorisk/medeltida |              | Hablingbo, Gotland  |       | 57.182790, 18.279473 | 10092800250001 | Ladda upp en bild av detta fornminne      |
| Hablingbo 26:1              | Husgrund, förhistorisk/medeltida |              | Hablingbo, Gotland  |       | 57.181225, 18.277174 | 10092800260001 | Ladda upp en bild av detta fornminne      |
| Hablingbo 27:1              | Gravfält                         |              | Hablingbo, Gotland  |       | 57.161639, 18.217708 | 10092800270001 | Ladda upp en bild av detta fornminne      |
| Hablingbo 27:2              | Husgrund, förhistorisk/medeltida |              | Hablingbo, Gotland  |       | 57.161818, 18.218362 | 10092800270002 | Ladda upp en bild av detta fornminne      |
| Hablingbo 28:1              | Husgrund, förhistorisk/medeltida |              | Hablingbo, Gotland  |       | 57.206368, 18.270900 | 10092800280001 | Ladda upp en bild av detta fornminne      |
| Hablingbo 28:2              | Husgrund, förhistorisk/medeltida |              | Hablingbo, Gotland  |       | 57.206299, 18.270312 | 10092800280002 | Ladda upp en bild av detta fornminne      |
| Hablingbo 29:1              | Hällristning                     |              | Hablingbo, Gotland  |       | 57.192639, 18.286019 | 11100000000824 | Ladda upp en bild av detta fornminne      |
| Hablingbo 30:1              | Gravfält                         |              | Hablingbo, Gotland  |       | 57.199193, 18.289134 | 10092800300001 | Ladda upp en bild av detta fornminne      |
| Hablingbo 31:1              | Fornborg                         |              | Hablingbo, Gotland  |       | 57.190061, 18.297594 | 10092800310001 | Ladda upp en till bild av detta fornminne |
| Hablingbo 32:2              | Husgrund, förhistorisk/medeltida |              | Hablingbo, Gotland  |       | 57.215892, 18.319127 | 10092800320002 | Ladda upp en till bild av detta fornminne |
| Hablingbo 32:4              | Husgrund, förhistorisk/medeltida |              | Hablingbo, Gotland  |       | 57.215733, 18.318173 | 10092800320004 | Ladda upp en bild av detta fornminne      |
| Hablingbo 36:1              | Stensättning                     |              | Hablingbo, Gotland  |       | 57.207231, 18.252393 | 10092800360001 | Ladda upp en bild av detta fornminne      |
| Hablingbo 38:1              | Röse                             |              | Hablingbo, Gotland  |       | 57.205587, 18.242065 | 10092800380001 | Ladda upp en bild av detta fornminne      |
| Hablingbo 38:2              | Stensättning                     |              | Hablingbo, Gotland  |       | 57.205508, 18.241746 | 10092800380002 | Ladda upp en bild av detta fornminne      |
| Hablingbo 39:1              | Husgrund, förhistorisk/medeltida |              | Hablingbo, Gotland  |       | 57.209516, 18.250072 | 10092800390001 | Ladda upp en bild av detta fornminne      |
| Hablingbo 40:1              | Hällristning                     |              | Hablingbo, Gotland  |       | 57.167843, 18.244940 | 11100000000825 | Ladda upp en bild av detta fornminne      |
| Hablingbo 41:1              | Gravfält                         |              | Hablingbo, Gotland  |       | 57.204799, 18.217645 | 10092800410001 | Ladda upp en bild av detta fornminne      |
| Hablingbo 42:1              | Röse                             |              | Hablingbo, Gotland  |       | 57.206221, 18.210578 | 10092800420001 | Ladda upp en bild av detta fornminne      |
| Hablingbo 43:1              | Gravfält                         |              | Hablingbo, Gotland  |       | 57.205294, 18.209824 | 10092800430001 | Ladda upp en bild av detta fornminne      |
| Hablingbo 44:1              | Husgrund, förhistorisk/medeltida |              | Hablingbo, Gotland  |       | 57.200270, 18.211633 | 10092800440001 | Ladda upp en bild av detta fornminne      |
| Hablingbo 45:1              | Husgrund, förhistorisk/medeltida |              | Hablingbo, Gotland  |       | 57.200679, 18.211827 | 10092800450001 | Ladda upp en bild av detta fornminne      |
| Hablingbo 46:1              | Husgrund, förhistorisk/medeltida |              | Hablingbo, Gotland  |       | 57.202164, 18.214062 | 10092800460001 | Ladda upp en bild av detta fornminne      |
| Hablingbo 46:2              | Husgrund, förhistorisk/medeltida |              | Hablingbo, Gotland  |       | 57.202084, 18.214558 | 10092800460002 | Ladda upp en bild av detta fornminne      |
| Hablingbo 46:3              | Röse                             |              | Hablingbo, Gotland  |       | 57.202036, 18.213732 | 10092800460003 | Ladda upp en bild av detta fornminne      |
| Hablingbo 47:1              | Husgrund, förhistorisk/medeltida |              | Hablingbo, Gotland  |       | 57.202494, 18.215229 | 10092800470001 | Ladda upp en bild av detta fornminne      |
| Hablingbo 47:2              | Husgrund, förhistorisk/medeltida |              | Hablingbo, Gotland  |       | 57.202640, 18.215643 | 10092800470002 | Ladda upp en bild av detta fornminne      |
| Hablingbo 47:3              | Stensättning                     |              | Hablingbo, Gotland  |       | 57.202362, 18.215111 | 10092800470003 | Ladda upp en bild av detta fornminne      |
| Hablingbo 48:1              | Gravfält                         |              | Hablingbo, Gotland  |       | 57.211472, 18.282602 | 10092800480001 | Ladda upp en bild av detta fornminne      |
| Hablingbo 49:1              | Stensättning                     |              | Hablingbo, Gotland  |       | 57.213021, 18.286015 | 10092800490001 | Ladda upp en bild av detta fornminne      |
| Hablingbo 49:2              | Stensättning                     |              | Hablingbo, Gotland  |       | 57.212944, 18.285834 | 10092800490002 | Ladda upp en bild av detta fornminne      |
| Hablingbo 49:3              | Stensättning                     |              | Hablingbo, Gotland  |       | 57.212873, 18.285410 | 10092800490003 | Ladda upp en bild av detta fornminne      |
| Hablingbo 50:1              | Gravfält                         |              | Hablingbo, Gotland  |       | 57.214999, 18.295505 | 10092800500001 | Ladda upp en bild av detta fornminne      |
| Hablingbo 51:1              | Stensättning                     |              | Hablingbo, Gotland  |       | 57.184473, 18.235682 | 10092800510001 | Ladda upp en bild av detta fornminne      |
| Hablingbo 52:1              | Stensättning                     |              | Hablingbo, Gotland  |       | 57.185101, 18.236415 | 10092800520001 | Ladda upp en bild av detta fornminne      |
| Hablingbo 53:1              | Hällristning                     |              | Hablingbo, Gotland  |       | 57.192824, 18.232224 | 11100000000826 | Ladda upp en bild av detta fornminne      |
| Hablingbo 54:1              | Hög                              |              | Hablingbo, Gotland  |       | 57.190736, 18.234975 | 10092800540001 | Ladda upp en bild av detta fornminne      |
| Hablingbo 56:1              | Bildristning                     |              | Hablingbo, Gotland  |       | 57.187295, 18.262694 | 10092800560001 | Ladda upp en bild av detta fornminne      |
| Hablingbo 58:1              | Hällristning                     |              | Hablingbo, Gotland  |       | 57.188382, 18.240979 | 11100000000829 | Ladda upp en bild av detta fornminne      |
| Hablingbo 60:1              | Stensättning                     |              | Hablingbo, Gotland  |       | 57.184064, 18.195413 | 10092800600001 | Ladda upp en bild av detta fornminne      |
| Hablingbo 60:2              | Stensättning                     |              | Hablingbo, Gotland  |       | 57.183680, 18.195006 | 10092800600002 | Ladda upp en bild av detta fornminne      |
| Hablingbo 67:1              | Stensättning                     |              | Hablingbo, Gotland  |       | 57.167344, 18.231689 | 10092800670001 | Ladda upp en bild av detta fornminne      |
| Hablingbo 68:1              | Stensättning                     |              | Hablingbo, Gotland  |       | 57.180420, 18.225251 | 10092800680001 | Ladda upp en bild av detta fornminne      |
| Hablingbo 68:2              | Stensättning                     |              | Hablingbo, Gotland  |       | 57.180384, 18.225003 | 10092800680002 | Ladda upp en bild av detta fornminne      |
| Hablingbo 79:1              | Stensättning                     |              | Hablingbo, Gotland  |       | 57.205690, 18.209244 | 10092800790001 | Ladda upp en bild av detta fornminne      |
| Hablingbo 81:1              | Hällristning                     |              | Hablingbo, Gotland  |       | 57.195768, 18.208286 | 10092800810001 | Ladda upp en bild av detta fornminne      |
| Hablingbo 83:2              | Husgrund, förhistorisk/medeltida |              | Hablingbo, Gotland  |       | 57.205430, 18.216812 | 10092800830002 | Ladda upp en bild av detta fornminne      |
| Hablingbo 84:1              | Husgrund, förhistorisk/medeltida |              | Hablingbo, Gotland  |       | 57.203306, 18.216797 | 10092800840001 | Ladda upp en bild av detta fornminne      |
| Hablingbo 87:1              | Hög                              |              | Hablingbo, Gotland  |       | 57.196342, 18.228496 | 10092800870001 | Ladda upp en bild av detta fornminne      |
| Hablingbo 88:1              | Hällristning                     |              | Hablingbo, Gotland  |       | 57.195629, 18.229121 | 11100000000831 | Ladda upp en bild av detta fornminne      |
| Hablingbo 94:1              | Hällristning                     |              | Hablingbo, Gotland  |       | 57.218484, 18.319840 | 11100000000905 | Ladda upp en bild av detta fornminne      |
| Hablingbo 95:1              | Stensättning                     |              | Hablingbo, Gotland  |       | 57.179301, 18.173414 | 10092800950001 | Ladda upp en bild av detta fornminne      |
| Hablingbo 95:2              | Hög                              |              | Hablingbo, Gotland  |       | 57.179241, 18.173631 | 10092800950002 | Ladda upp en bild av detta fornminne      |
| Hablingbo 95:3              | Stensättning                     |              | Hablingbo, Gotland  |       | 57.179292, 18.173856 | 10092800950003 | Ladda upp en bild av detta fornminne      |
| Hablingbo 97:1              | Stensättning                     |              | Hablingbo, Gotland  |       | 57.219401, 18.320011 | 10092800970001 | Ladda upp en bild av detta fornminne      |
| Hablingbo 101:1             | Gravfält                         |              | Hablingbo, Gotland  |       | 57.214330, 18.291638 | 10092801010001 | Ladda upp en bild av detta fornminne      |
| Hablingbo 103:1             | Gravfält                         |              | Hablingbo, Gotland  |       | 57.210916, 18.279317 | 10092801030001 | Ladda upp en bild av detta fornminne      |
| Hablingbo 104:1             | Stensättning                     |              | Hablingbo, Gotland  |       | 57.210863, 18.278173 | 10092801040001 | Ladda upp en bild av detta fornminne      |
| Hablingbo 104:2             | Stensättning                     |              | Hablingbo, Gotland  |       | 57.211078, 18.278412 | 10092801040002 | Ladda upp en bild av detta fornminne      |
| Hablingbo 112:1             | Grav- och boplatsområde          |              | Hablingbo, Gotland  |       | 57.174049, 18.257528 | 10092801120001 | Ladda upp en bild av detta fornminne      |
| Hablingbo 117:1             | Hällristning                     |              | Hablingbo, Gotland  |       | 57.174031, 18.262731 | 11100000000906 | Ladda upp en bild av detta fornminne      |
| Hablingbo 120:1             | Hällristning                     |              | Hablingbo, Gotland  |       | 57.175519, 18.251044 | 11100000000907 | Ladda upp en bild av detta fornminne      |
| Hablingbo 126:1             | Husgrund, förhistorisk/medeltida |              | Hablingbo, Gotland  |       | 57.167647, 18.248342 | 10092801260001 | Ladda upp en bild av detta fornminne      |
| Hablingbo 127:1             | Hällristning                     |              | Hablingbo, Gotland  |       | 57.149494, 18.224295 | 11100000000908 | Ladda upp en bild av detta fornminne      |
| Hablingbo 127:2             | Hällristning                     |              | Hablingbo, Gotland  |       | 57.149494, 18.224295 | 11100000000909 | Ladda upp en bild av detta fornminne      |
| Hablingbo 130:1             | Röse                             |              | Hablingbo, Gotland  |       | 57.157017, 18.246973 | 10092801300001 | Ladda upp en bild av detta fornminne      |
| Hablingbo 140:1             | Hällristning                     |              | Hablingbo, Gotland  |       | 57.195606, 18.167123 | 11100000000910 | Ladda upp en bild av detta fornminne      |
| Hablingbo 141:1             | Gravfält                         |              | Hablingbo, Gotland  |       | 57.174147, 18.287219 | 10092801410001 | Ladda upp en bild av detta fornminne      |
| Hablingbo 141:2             | Husgrund, förhistorisk/medeltida |              | Hablingbo, Gotland  |       | 57.174078, 18.286448 | 10092801410002 | Ladda upp en bild av detta fornminne      |
| Hablingbo 149:1             | Hällristning                     |              | Hablingbo, Gotland  |       | 57.158599, 18.183814 | 11100000000911 | Ladda upp en bild av detta fornminne      |
| Hablingbo 150:1             | Hällristning                     |              | Hablingbo, Gotland  |       | 57.157447, 18.181642 | 11100000000912 | Ladda upp en bild av detta fornminne      |
| Hablingbo 152:1             | Hällristning                     |              | Hablingbo, Gotland  |       | 57.193293, 18.165980 | 11100000000913 | Ladda upp en bild av detta fornminne      |
| Hablingbo 158:2             | Husgrund, förhistorisk/medeltida |              | Hablingbo, Gotland  |       | 57.208799, 18.244301 | 10092801580002 | Ladda upp en bild av detta fornminne      |